# Charles-François Longin
Charles-François Longin est un architecte français né en 1708 et mort en 1791.

## Œuvres

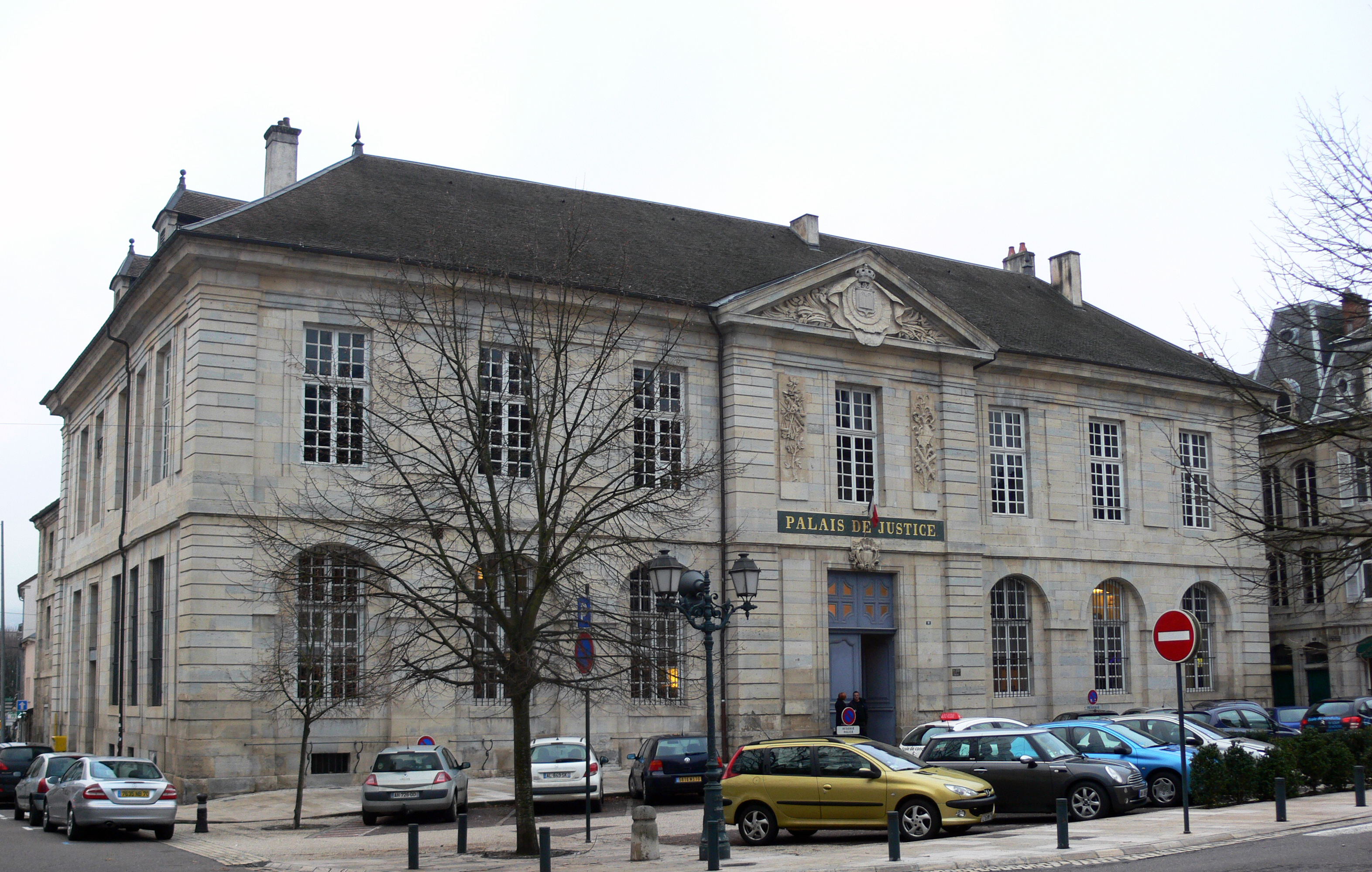
Le Palais de justice de Vesoul

Architecte et contrôleur-voyer de la ville de Besançon, il y a notamment bâti :
- la fontaine du Doubs[1] ;
- l'hôtel de Rosières (avec Claude Antoine Colombot) ;
- la promenade de Chamars[2] ;
- il a également travaillé à Vesoul, où il a bâti le palais de justice.